# Кёроглу, Абдюлькадир
Абдюлькадир Кёроглу (тур. Abdülkadir Köroğlu; род. 22 апреля 1991, Трабзон) — турецкий боксёр, представитель средней и полусредней весовых категорий. Выступал за сборную Турции по боксу в период 2003—2016 годов, бронзовый призёр чемпионата Европы, чемпион турецкого национального первенства, победитель и призёр многих турниров международного значения.

## Биография
Абдюлькадир Кёроглу родился 22 апреля 1991 года в городе Трабзон, Турция. Проходил подготовку в местном клубе под руководством тренера Назыма Далкырана. Учился в Университете Ататюрка в Эрзуруме на факультете физического воспитания и спорта.
Дебютировал на международной арене в сезоне 2003 года, выиграв Кубок Чёрного моря в Судаке.
В 2004 году стал бронзовым призёром чемпионата Европейского Союза в Мадриде. Год спустя на аналогичных соревнованиях в Кальяри попасть в число призёров не смог, остановившись на стадии четвертьфиналов. При этом получил серебро на международном турнире «Золотой пояс» в Бухаресте.
На студенческом чемпионате мира 2006 года в Алма-Ате был побеждён в четвертьфинале полусреднего веса россиянином Максимом Коптяковым. Взял бронзу на Кубке Анвара Чаудри в Баку и на домашнем международном турнире «Ахмет Джёмерт» в Стамбуле, где на стадии полуфиналов потерпел поражение от представителя Украины Александра Стрецкого.
В 2007 году стал серебряным призёром чемпионата Турции в первом полусреднем весе, уступив в финальном решающем поединке Ондеру Шипалу. Добавил в послужной список серебряную награду, полученную на домашнем международном турнире «Ахмет Джёмерт» в Стамбуле, где в финале проиграл соотечественнику Адему Кылыччи, тогда как на Мемориале Феликса Штамма в Варшаве был остановлен в четвертьфинале представителем Белоруссии Магомедом Нурудиновым.
Пытался пройти отбор на летние Олимпийские игры 2008 года в Пекине, однако на европейской олимпийской квалификации в Афинах выступил неудачно, потерпев поражение в первом же поединке. При всём при том, завоевал бронзовые медали на Мемориале Феликса Штамма и на чемпионате Европы в Ливерпуле. Боксировал на студенческом чемпионате мира в Казани, проиграв в четвертьфинале российскому боксёру Исламу Эдисултанову.
В 2009 году одержал победу на чемпионате Турции, стал вторым на «Ахмет Джёмерт» и на международном турнире «Странджа» в Пловдиве.
На домашнем европейском первенстве в Анкаре дошёл в полусреднем весе до четвертьфинала. Выиграл серебряную медаль в зачёте турецкого национального первенства, уступив на сей раз Онуру Шипалу. Выиграл серебро на Мемориале Феликса Штамма, где в решающем поединке проиграл литовцу Эгидиюсу Каваляускасу.
Не смог отобраться на Олимпиаду 2012 года в Лондоне — на европейской олимпийской квалификации в Трабзоне дошёл только до полуфинала. Был вторым на «Страндже», потерпев поражение от валлийца Фредди Эванса.
В 2013 году принял участие в домашних Средиземноморских играх в Мерсине, но в число призёров здесь не попал — в четвертьфинале был остановлен алжирцем Ильясом Аббади.
На чемпионате Турции 2014 года одержал победу в средней весовой категории.
В 2016 году занял второе место в зачёте турецкого национального первенства в категории до 75 кг, уступив в финале Ондеру Шипалу.